# 拉科朗塞勒
拉科朗塞勒（法語：La Collancelle，法語發音：[la kɔlɑ̃sɛl]）是法国涅夫勒省的一个市镇，属于克拉姆西区。

## 地理
拉科朗塞勒（47°10'30"N, 3°38'25"E）面积21.95 平方千米，位于法国勃艮第-弗朗什-孔泰大區涅夫勒省，该省份为法国中部省份，北至约讷省，西北接卢瓦雷省，西接谢尔省，南至阿列省，东南接索恩-卢瓦尔省，东临科多尔省。
与拉科朗塞勒接壤的市镇（或旧市镇、城区）包括：帕济、阿尚、巴佐勒、萨尔迪莱塞皮里、维特里拉谢。

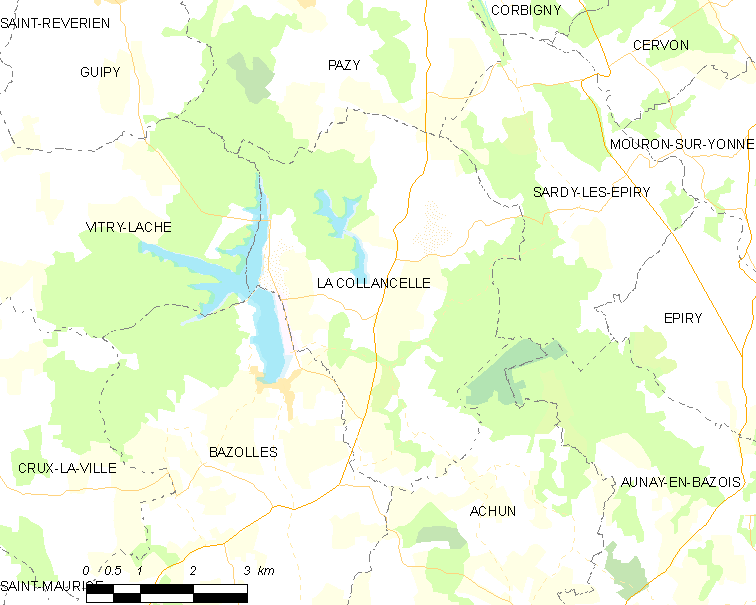
拉科朗塞勒的OSM定位图

拉科朗塞勒的时区为UTC+01:00、UTC+02:00（夏令时）。

## 行政
拉科朗塞勒的邮政编码为58800，INSEE市镇编码为58080。

## 政治
拉科朗塞勒所属的省级选区为科尔比尼县。

## 人口

1962-2008年间拉科朗塞勒人口变化图示

拉科朗塞勒于2022年1月1日时的人口数量为161人。